# Ik wil mier
Ik wil mier is een Nederlandstalige single van de Belgische rapster Slongs Dievanongs uit 2014.
Het nummer kwam binnen op 15 november 2014 in de Vlaamse top 50, alwaar het piekte op een 5de plaats en 15 weken verbleef.